# Farkas Antal (színművész)
Farkas Antal (Öcsöd, 1922. január 1. – Budapest, 2010. szeptember 24.) Aase-díjas magyar színész.

## Életpályája

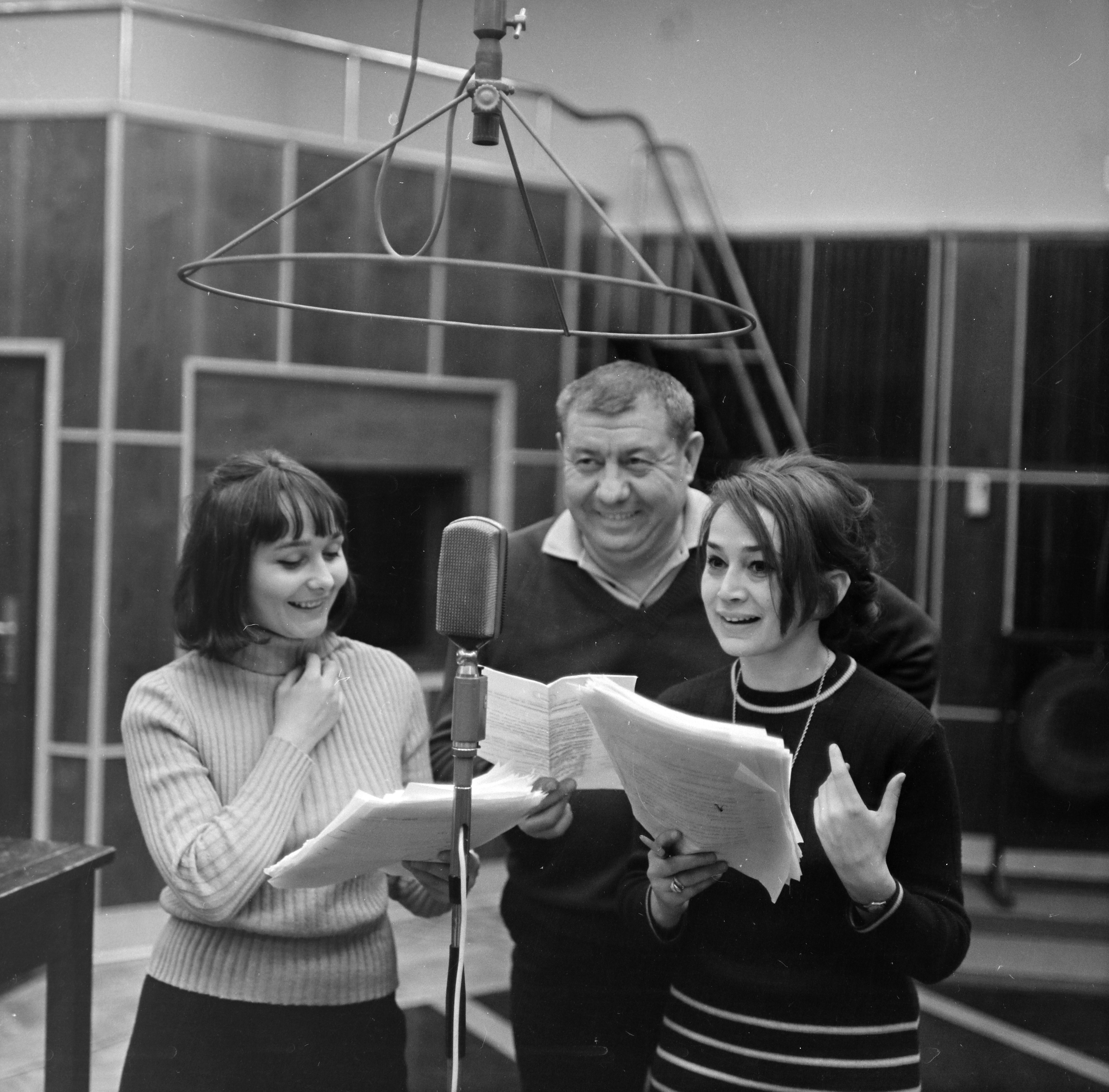
Magda Gabival és Margitai Ágival a Magyar Rádió 20-as stúdiójában, 1969-ben

Farkas Antal és Farkas Julianna gyermekeként született. 1952-ben végzett a Színház- és Filmművészeti Főiskolán. A budapesti Magyar Néphadsereg Színházának volt tagja 1951–1954 között, illetve 1955 után. Egy évadot (1954–1955) a Pécsi Nemzeti Színházban játszott, majd 1955-ben visszatért az ismét Vígszínháznak nevezett színházhoz, amelynek haláláig, 55 évig volt a tagja.
Számos filmben szerepelt, jellegzetes hangja és alkata darabos alakok megformálására predesztinálták. Több mint száz színházi szerepe mellett az Indul a bakterház című filmben nyújtott alakítására emlékeznek sokan. 2010. szeptember 24-én hunyt el Budapesten 88 éves korában.

## Színházi szerepei
- William Shakespeare: Hamlet... Egy katona
- Shakespeare: Rómeó és Júlia... Capulet; Sámson; Öreg Capulet
- Shakespeare: Vízkereszt, vagy amit akartok... Tengerészkapitány
- Shakespeare: Sok hűhó semmiért... Jegyző
- Shakespeare: Antonius és Kleopátra... Menas
- Eduardo De Filippo: A cilinder... Arturo
- Albert Camus: Ördögök... Tanító
- Lope de Vega: Sevilla csillaga... Főporkoláb
- De Vega: Valencia bolondjai... Pisano
- Carlo Goldoni: Két úr szolgája
- Edmond Rostand: Cyrano de Bergerac... Cuigy; Testőr
- George Bernard Shaw: Szent Johanna... La Hire
- Friedrich Dürrenmatt: A fizikusok... Uwe Siewers
- Dürrenmatt: Az öreg hölgy látogatása... Rendőr; Vonatvezető
- Arthur Miller: Közjáték Vichyben... Detektív #1
- Henrik Ibsen: Kísértetek... Engstrand
- Friedrich Schiller: Tell Vilmos... Ruodi
- Eugene O’Neill: Amerikai Elektra... Ira Macke
- Jean-Paul Sartre: Altona foglyai... Heinrich őrmester
- Ken Kesey: Kakukfészek... Turkle
- Ferdinand Bruckner: Angliai Erzsébet... Fegyveres
- Georges Feydeau: Egy hölgy a Maximból... Szereplő
- Feydea: A balek... Rendbiztos #1
- Eugène Labiche: Olasz szalmakalap... Káplár
- Ion Luca Caragiale: Farsang... Rendőrbiztos
- Eugène Ionesco: Rinocéroszok... Tűzoltó
- Johann Wolfgang von Goethe: Faust... Mesterlegény #1
- Arisztophanész: Lysistraté... Spártai hirnök
- Euripidész: Iphigéneia Auliszban... Kaikhász
- Anton Pavlovics Csehov: Cseresznyéskert... Szimeonov-Piscsik
- Fjodor Mihajlovics Dosztojevszkij: Bűn és bűnhődés... Provianszkij
- Lev Nyikolajevics Tolsztoj: Szellemesek (A felvilágosodás gyümölcsei)... Kocsis; Muzsikus #2
- Tolsztoj: Háború és béke... Karatejev
- Jevgenyij Lvovics Svarc: Az árnyék... Őrmester
- Vlagyimir Vlagyimirovics Majakovszkij: Poloska... Gombárus; Újságíró #1; Járókelő; Városatya
- Makszim Gorkij: A nap fiai... Trosin
- Nyikolaj Vasziljevics Gogol: A revizor... Csendőr[3]
- Borisz Lavrenyov: Leszámolás... Idősebb matróz
- Anatolij Szurov: Hajnal Moszkva felett... Alekszej Rizsov
- Szurov: Vadnyugat... Szerelő[4]
- Konsztantyin Mihajlovics Szimonov: A lázadó lelkiismeret... Bonard
- John Patrick: Teaház az augusztusi holdhoz... Gregovich őrmester
- James: Robin Hood... Tuck barát
- Lawrence-Lee: Aki szelet vet... Elijah
- Hemingway-Sandburg-Odets-Steinbeck: Én is Amerikát énekelem (Mai észak-amerikai írók estje)
- Billy Wilder: Hiawatha-vonat... Hordár
- Odets: Leftyre várva... Joe
- Willard: A macskák és a kanári... Hendricks
- Vaillant: Foster ezredes bűnösnek vallja magát... Partizán #2
- Seán O’Casey: Az ezüst kupa... Katona
- Witold Gombrowicz: Operett... Tábornok
- Vercors: Zoo avagy az emberbarát gyilkos... Első esküdt korelnök
- Rejnus-Renc: Királygyilkosság... Sigurd
- Joseph Heller: A 22-es csapdája... Black kapitány
- Heinrich von Kleist: Homburg hercege... Stranz
- Bernard Malamud: A segéd... Öreg sofőr
- Schnitzler: A Bernhardi-ügy... Altiszt a Minisztériumban
- L. Frank Baum: Óz, a csodák csodája... Polgármester
- Jókai Mór: A kőszívű ember fiai... Rideghváry Bence
- Kálmán Imre: Csárdáskirálynő... Lazarovics
- Illyés Gyula: Dózsa György... Szamár
- Hollós Korvin Lajos: Hunyadi... Újlaki vajda
- Kodolányi János: Földindulás... Bűnvalló #2
- Kodolányi: Békák tava... K. Tóth (Kátóth)
- Mesterházi Lajos: Pesti emberek... Tizedes
- Barnassin Anna: Idegen partok előtt... Kesző Gyuri
- Thurzó Gábor: Záróra... Kratochwill
- Thurzó Gábor: Az ördög ügyvédje... Barra Antal
- Thurzó Gábor: Meddig lehet angyal valaki?... Somorján
- Dunai Ferenc: Az asszony és pártfogói... Művezető
- Krúdy Gyula: A vörös postakocsi... Boldogtalan férfi Steinnénál
- Móricz Zsigmond: Úri muri... Kudora
- Sükösd Mihály: A kívülálló... Lovász Pál
- Szabó György: Napóleon és Napóleon... Antonio
- Ödön von Horváth: Mesél a bécsi erdő... Havlitschek; Mister
- Galambos Lajos: Fegyverletétel... Hóhér
- Molnár Ferenc: Liliom... Linzmann
- Molnár Ferenc: Az üvegcipő... Őrmester
- Molnár Ferenc: A farkas... Michal hadnagy
- Füst Milán: A sanda bohóc... Csikesz Kolos törzsőrmester
- Eörsi István: Széchenyi és az árnyak... Pichler Sebestyén
- Gyurkovics Tibor: Isten bokrétája... Ménesi István
- Gyurkovics Tibor: Boldogháza... Csóka
- Gyurkovics Tibor: Csóka-család... Samu
- Csurka István: Szájhős... A rendőr
- Csurka István: Az idő vasfoga... Plakátragasztó
- Csurka István: Vizsgák és fegyelmik... Téeszelnök
- Csurka István: Eredeti helyszín... Örömapa #1
- Csurka István: Versenynap... Toprongyos
- Csurka István: Reciprok komédia... Téeszelnök
- Gyárfás Miklós: Forr a világ... Csapó András
- Kern András–Sándor Pál: Ragyogj, ragyogj, csillagom!... Scsapov
- Fejes Endre–Presser Gábor–Sztevanovity Dusán: Jó estét nyár, jó estét szerelem... Kasznár
- Kocsis István: Tárlat az utcán... Gauguin
- Rejtő Jenő: A láthatatlan régió... Strudl úr
- Szilágyi László: Csókos asszony... Rendőr
- Sütő András: Az álomkommandó... Rendőr
- Békeffi István–Karinthy–László: Régi Pesti Kabaré
- Szomory Dezső: Hermelin... A házmester
- Spiró György: Dobardan... A menekülttábor lakója
- Békeffi István – Eisemann Mihály – Halászi Imre: Egy csók és más semmi... Krecsák

## Filmjei

### Játékfilmek
- Kis Katalin házassága (1950) – Munkás
- Teljes gőzzel (1951) – Nyomozó
- Gyarmat a föld alatt (1951) – ÁVH-őrmester
- Vihar (1952) – Egyik falusi
- Állami áruház (1952) – Kőműves
- A harag napja (1953)
- Mint a szemünk fényére (1953) – Tolvaj a vonaton
- Leszámolás (1953; rövid játékfilm)
- Üzemi filmszolgálat (1953) – Aki megrendeli a filmeket
- Simon Menyhért születése (1954)
- 2×2 néha 5 (1954)
- Körhinta (1955) – Samu János
- Dollárpapa (1956) – Inas
- Az eltüsszentett birodalom (1956)[Mj. 1]
- Hannibál tanár úr (1956)
- Szakadék (1956)
- A nagyrozsdási eset (1957)[Mj. 2] – Fürdődolgozó #1
- Bolond április (1957)
- Külvárosi legenda (1957)
- Nehéz kesztyűk (1957) – Pincér #2
- A fekete szem éjszakája (1958)
- A harangok Rómába mentek (1958) – Gregorics zászlós
- Aranybalta (1958; rövid játékfilm)
- Csempészek (1958) – Borjúvásárló
- Égi madár (1958)
- Micsoda éjszaka (1958) – Rendőr
- Razzia (1958)
- Tegnap (1958)
- Vasvirág (1958)
- A harminckilences dandár (1959) – Buzás Miska
- Égrenyíló ablak (1959)
- Játék a szerelemmel (1959)
- Kard és kocka (1959)
- Pár lépés a határ (1959)
- Alázatosan jelentem (1960)
- Az arcnélküli város (1960)
- Csutak és a szürke ló (1960) – Rendőr
- Egy régi villamos (1960)
- Fűre lépni szabad (1960) – Autószerelő
- Hosszú az út hazáig (1960)
- Zápor (1960)
- Dúvad (1961) – Szűcs
- Amíg holnap lesz (1961) – Gáspár
- Felmegyek a miniszterhez (1961) – Orbán Vince, tűzoltóparancsnok
- Két félidő a pokolban (1961) – Csorba tizedes
- Megöltek egy leányt (1961)
- A kilencvennégyes tartálykocsi (1962; rövid játékfilm)
- Isten őszi csillaga (1962)
- Fagyosszentek (1962)
- Sínek között (1962; rövid játékfilm)
- Súlyos példa (1962; rövid játékfilm)
- Fotó Háber (1963) – Kárász János
- Tücsök (1963) – Közlekedési rendőr
- A kőszívű ember fiai 1-2. (1964)
- A pénzcsináló (1964) – Bodnár Gazsi
- Kár a benzinért (1964) – Teherautó sofőr
- Váltás (1964)
- A tizedes meg a többiek (1965)
- Fény a redőny mögött (1965)
- Húsz óra (1965) – Kocsmáros
- Sellő a pecsétgyűrűn  1-2. (1965)
- Tilos a szerelem (1965) – Erőművész
- Büdösvíz (1966)
- Egy magyar nábob (1966)
- Hideg napok (1966) – Őrmester a léknél
- Ketten haltak meg (1966) – Sofőr
- Az özvegy és a százados (1967) – Rendőr az őrizetes mellett, akit özvegy Hollóné gyógycukorkával kínál
- Lássátok feleim (1967) – Vadász
- Nem várok holnapig (1967)
- A beszélő köntös (1968) – Putnoki Balázs
- Az oroszlán ugrani készül (1968) – Tengerész #1
- Egri csillagok 1-2. (1968) – Debrői, a kocsmáros
- A nagy kék jelzés (1969) – Jenő első főnöke
- Pokolrév (1969) – Polyák Antal
- Csak egy telefon (1970) – Tanácstitkár
- Együtt (1971; rövid játékfilm)
- Hahó, Öcsi! (1971) – Újságvásárló
- Hekus lettem (1972) – Utcaseprő
- Bredow lovag nadrágja (1973) – Ruprecht
- Kakuk Marci (1973) – Fogadós
- Tűzoltó utca 25. (1973) – Gyuri
- Hogyan kell egy szamarat etetni? (1974)
- Amerikai anzix (1975) – Németül beszélgető férfi a Tiszti Kaszinóban
- Mr. McKinley szökése (1975)
- A csillagszemű 1-2. (1977) – Kovács
- Égigérő fű (1979) – Kukás #2
- A svéd, akinek nyoma veszett (1980) – Masszőr
- A szeleburdi család (1981) – Utas a buszon
- Csak semmi pánik (1982) – Gengszter #1
- Lutra (1985) – Bandi bácsi
- Mamiblu (1986)
- Ismeretlen ismerős (1988) – Áruházi ellenőr
- Woyzeck (1994)

### Tévéfilmek, televíziós sorozatok
- Zsuzsi (1960) – Csendőr #1
- Csudapest (1962)
- Ne éljek, ha nem igaz! (1962) – Magányos ivó
- Mátyás király Debrecenben (1965) – Tályai
- Svéd gyufa (1965)
- Kakuk Marci nagy szerencséje (1966) – Bojnyik
- II. Fülöp (1967) – Mihály, a hentes
- Budapesten harcoltak (1967)
- Bors (1968) – Kövér orosz tábornok (2. részben)
- Súlyfürdő (1968) – Vasutas
- Házassági évforduló (1970)
- Kuckókirály (1970) – Katona
- A fekete város 1-7. (1971) – Grodkovszky, a lőcsei várnagy
- Egy óra múlva itt vagyok… (1971) – Burján főfoglár (2. részben)
- Vidám elefántkór (1971) – Jani bácsi
- Árpád, a cigány (Arpad le tzigane) (1973) – Schmied
- Lyuk az életrajzon (1973) – Börtöntitkár
- Szép maszkok 1-5. (1973)
- Ida regénye (1974)
- Bach Arnstadtban (1975) – Nothregel orgonafújtató
- Hungária Kávéház (1976)
- Kántor 1-5. (1976)
- Mesék az Ezeregyéjszakáról (1976) – Óriások szultánja
- Robog az úthenger 1-6. (1976) – Vak Bottyán szurkoló
- Második otthonunk 2-5. (1977-1978)

- Az SZTK (1977)
- A munkahely (1978)
- Házi mulatságok (1978)
- Petőfi 1-6. (1977)
- Ebéd (1978) – Banyak Lajos, hentes és mészáros
- Hullámzó vőlegény (1978) – Asztalos
- Ítélet előtt – 2. rész: A negyedik menet (1978) – Csajbók Lajos
- Kézről kézre (1978) – Lapige
- A király meztelen (1979) – Udvari költő
- A világ közepe (1979)
- Bűnügy, lélekelemzéssel (1979)
- Hívójel (1979) – Csapos
- Indul a bakterház (1979) – Csendőr #1
- Képviselő úr (1979)
- Rab ember fiai (1979) – Búzát Gáspár várkapitány
- A 78-as körzet 1-6. (1980) – Szalai
- A Dongó őrs kalandjai (1980)
- Ítélet előtt – 6. rész: Farkasok (1980)
- Agyrémek (1981)
- Mese az ágrólszakadt Igricről (1981) – Főlovász
- A közös kutya (1983)
- Három kövér (1983)[Mj. 3] – Violentius
- Lógós (1983)
- Mint oldott kéve 1-7. (1983) – Főporkoláb
- Kérők (1984)[Mj. 4]
- Torta az égen (1984)
- Az ördögmagiszter (1985)[Mj. 5]
- Kémeri 1-5. (1985) – Terényi Béla
- Szindbád nyolcadik utazása (1985)[Mj. 6]
- A próbababák bálja (1991) – Helyettes #1
- Frici, a vállalkozó szellem (1993) – Lókupec (23. részben)
- Rádióaktív BUÉK (1993)
- Feltámadás Makucskán (1994)
- Devictus Vincit (1994)
- Aranyoskáim (1996)

### Rajz- és bábfilmek
- A Mézga család különös kalandjai 2-13. (1969) – További szereplők (hang)
- Kukori és Kotkoda II. (1971) – Vércse edző (hang)
- Casanova kontra Kékszakáll – 2. rész: Az ikrek (1972) – Hentes (hang)
- Mézga Aladár különös kalandjai (1972) – További szereplők (hang)
- János vitéz (1973) – Gazda (hang)
- Több mese egy sorban (1973) (hang)
- Kérem a következőt! (1973-1983) – További szereplők (hang)
- Mekk Elek, az ezermester (1973) – Medve Barnabás; Bulldog (hang)
- A legkisebb ugrifüles (1975-1976) – További szereplők (hang)
- Lúdas Matyi (1976) – Főhajdú (hang)
- Süsü, a sárkány (1976) – Szénégető (hang)
- Pom Pom meséi (1978-1981) – További szereplők (hang)
- Vakáción a Mézga család (1978) – King Resident kapitány; Sligovici (hang)
- Pityke (1979) – Marcipán (hang)
- Misi Mókus kalandjai (1980) – Rendőrkutya (hang)
- Süsü, a sárkány kalandjai (1980-1984) – Szénégető (2 részben); Szakács (2. részben) (hang)
- Vuk 1-4. (1980 [1981 mozifilmként]) – Pletykás kutyák (hang)
- A nagy ho-ho-horgász I. (1982) – Orvhorgász (hang)
- Vízipók-csodapók III. (1985) – Barna orrszarvúbogár (hang)
- Éljen Szervác! (1986) – Bivaly (hang)
- Macskafogó (1986) – Betörő macska; Dagadt macskalóz (hang)
- Krisztofóró (1989-1994) – III. Nagydarab király; További szereplők (hang)
- Sárkány és papucs (1989) – Sir Kay; Kerekasztal lovagja (hang)
- Vili, a veréb (1989) – Csapos (hang)
- Macskafogó 2. – A sátán macskája (2007) – Betörő macska (hang)

## Szinkronszerepei

### Filmek
| Év   | Cím                                                          | Szereplő                                | Színész                 | Szinkron év |
| ---- | ------------------------------------------------------------ | --------------------------------------- | ----------------------- | ----------- |
| 1931 | Amerikai tragédia                                            | Halottkém                               | Russ Powell             | 1977        |
| 1932 | Csókszüret                                                   | N/A                                     | N/A                     | 1983        |
| 1933 | A kacsaleves                                                 | N/A                                     | N/A                     | 1981        |
| 1934 | Az eleven kísértet                                           | N/A                                     | N/A                     | 1980        |
| 1935 | Blood kapitány                                               | Wolverstone                             | Robert Barrat           | 1971        |
| 1935 | Szentivánéji álom                                            | N/A                                     | N/A                     | 1962        |
| 1936 | Szajna-parti szerelem                                        | Csendőr                                 | Fernand Charpin         | 1980        |
| 1937 | Fiatal és ártatlan                                           | Őrmester                                | H. F. Maltby            | 1992        |
| 1938 | A nagy hazafi                                                | Dronov                                  | Jevgenyij Nemcsenko     | 1951        |
| 1938 | Emberek között (2. magyar szinkron)                          | Szmurij, a szakács                      | Alekszandr Tyimontajev  | 1974        |
| 1938 | Saint-Agil-i menekültek (1. magyar szinkron)                 | N/A                                     | N/A                     | 1980        |
| 1939 | A kormány tagja (2. magyar szinkron)                         | Sztaskov miniszterhelyettes             | Vaszilij Merkurev       | 1974        |
| 1939 | Viborgi városrész                                            | N/A                                     | N/A                     | 1952        |
| 1941 | Új ritmus                                                    | N/A                                     | N/A                     | 1976        |
| 1942 | A sátán követei (2. magyar szinkron)                         | Ítéletvégrehajtó                        | Gabriel Gabrio          | 1984        |
| 1942 | Boszorkányt vettem feleségül                                 | Egyik rab a börtönben                   | N/A                     | 1964        |
| 1942 | Casablanca                                                   | Heinz, Strasser őrnagy szárnysegédje    | Richard Ryen            | 1966        |
| 1945 | Horgonyt fel!                                                | Rendőrkapitány                          | Edgar Kennedy           | 1991        |
| 1945 | Susan és a férfiak                                           | N/A                                     | N/A                     | 1976        |
| 1946 | Az élet csodaszép (1. magyar szinkron)                       | Férfi a tornácon                        | Dick Elliott            | 1985        |
| 1946 | Az ezred fia                                                 | Bidenko                                 | Grigorij Pluzsnyik      | 1951        |
| 1947 | Bumeráng                                                     | Dugan, pultos őrmester                  | Barry Kelley            | 1978        |
| 1947 | Expressz-szerelem                                            | N/A                                     | N/A                     | 1964        |
| 1948 | Mexikói kalandos út                                          | N/A                                     | N/A                     | 1976        |
| 1949 | A varieté fényei                                             | N/A                                     | N/A                     | 1964        |
| 1949 | Berlin eleste                                                | Alekszej Ivanov                         | Borisz Andrejev         | 1950        |
| 1949 | Sztálingrádi csata II.                                       | Ludnyikov                               | Mihail Nazvanov         | 1949        |
| 1949 | Találkozás az Elbán                                          | Jegorkin őrmester                       | Borisz Andrejev         | 1950        |
| 1949 | Van hazájuk                                                  | N/A                                     | N/A                     | 1950        |
| 1950 | Megacélozottak                                               | Franta                                  | Oldrich Lukes           | 1951        |
| 1950 | Távol Moszkvától                                             | Umara Mohammed                          | Mark Bernes             | 1951        |
| 1952 | A boldogság madara                                           | Férfi a lakomán                         | N/A                     | 1953        |
| 1952 | A gőgös hercegnő                                             | N/A                                     | N/A                     | 1963        |
| 1952 | Délidő (2. magyar szinkron)                                  | Martin Howe                             | Lon Chaney              | 1990        |
| 1952 | Leszámolás                                                   | Artem Mihajlovics Gudong                | Vitalij Policejmako     | 1953        |
| 1952 | Makszimka                                                    | Lucskin matróz                          | Borisz Andrejev         | 1953        |
| 1953 | Éjszakai kísértet                                            | N/A                                     | N/A                     | 1964        |
| 1953 | Julius Caesar (1. magyar szinkron)                           | Foltozó varga                           | N/A                     | 1961        |
| 1953 | Római vakáció (1. magyar szinkron)                           | Telefonáló férfi                        | N/A                     | 1979        |
| 1954 | A rakparton                                                  | Big Mac                                 | James Westerfield       | 1980        |
| 1954 | Vörös és fekete (1. magyar szinkron)                         | de Croisenois lovásza                   | Robert Berri            | 1965        |
| 1955 | A jól bevált férj                                            | N/A                                     | N/A                     | 1964        |
| 1955 | A Rumjancev-ügy (1. magyar szinkron)                         | N/A                                     | N/A                     | 1956        |
| 1955 | Betörő az albérlőm (1. magyar szinkron)                      | N/A                                     | N/A                     | 1965        |
| 1956 | 80 nap alatt a Föld körül (2. magyar szinkron)               | Első tiszt a Henrietta gőzhajón         | Andy Devine             | 1989        |
| 1956 | Halál a kertben (1. magyar szinkron)                         | N/A                                     | N/A                     | 1980        |
| 1957 | A vád tanúja (1. magyar szinkron)                            | Kötekedő katona a bárbanTörvényszolga   | N/A                     | 1961        |
| 1957 | Búcsú a fegyverektől                                         | Bonello                                 | Kurt Kasznar            | 1978        |
| 1957 | Csendes Don (1. magyar szinkron)                             | Fomin                                   | Viktor Bubnov           | 1958        |
| 1957 | Egy párizsi lány                                             | Fernand                                 | Fernand Sardou          | 1994        |
| 1957 | Fekete arany                                                 | Breaca                                  | Benedict Dabija         | 1958        |
| 1958 | A nyomorultak                                                | N/A                                     | N/A                     | 1959        |
| 1958 | A szél                                                       | Őrmester                                | Anatolij Romasin        | 1960        |
| 1958 | Feltámadás                                                   | N/A                                     | N/A                     | 1961        |
| 1959 | A tehén és a fogoly (1. magyar szinkron)                     | N/A                                     | N/A                     | 1971        |
| 1959 | Ballada a katonáról                                          | N/A                                     | N/A                     | 1960        |
| 1959 | Borús reggel                                                 | Csugaj                                  | Borisz Andrejev         | 1960        |
| 1959 | Emberi sors (első-két magyar szinkron)                       | Német őrnagy                            | Konsztantyin Alekszejev | 1959        |
| 1959 | Emberi sors (első-két magyar szinkron)                       | N/A                                     | N/A                     | 1974        |
| 1960 | Kettétört amulett                                            | Ganem                                   | Jochen Thomas           | 1961        |
| 1960 | Rocco és fivérei (1. magyar szinkron)                        | N/A                                     | N/A                     | 1961        |
| 1961 | A három testőr I. A királyné gyémántjai (1. magyar szinkron) | Bonacieux                               | Robert Berri            | 1976        |
| 1961 | A három testőr II. A Milady bosszúja (1. magyar szinkron)    | Bonacieux                               | Robert Berri            | 1976        |
| 1961 | Jövedelmező éjszaka                                          | Ideges kutyatulajdonos                  | N/A                     | 1988        |
| 1962 | A nap a hálóban                                              | Mega úr                                 | Anton Galba             | 1986        |
| 1962 | A prágai tréfacsináló                                        | Palivec, a fogadós                      | Josef Hlinomaz          | 1963        |
| 1962 | Az Ezüst-tó kincse (1. magyar szinkron)                      | Kocsmáros                               | Vladimir Medar          | 1977        |
| 1962 | Az ördög és a tízparancsolat                                 | Főrendőr                                | N/A                     | 1991        |
| 1962 | Cartouche                                                    | Douceur                                 | Jess Hahn               | 1970        |
| 1962 | Huszárkisasszony                                             | N/A                                     | N/A                     | 1963        |
| 1962 | Iván gyermekkora (2. magyar szinkron)                        | Kataszonics                             | Sztyepan Krilov         | 1981        |
| 1962 | Nehéz évek                                                   | Salvatore Acquamano polgármester        | Gino Cervi              | 1978        |
| 1963 | Egy kis csibész viszontagságai (1. magyar szinkron)          | Belissard                               | Albert Rémy             | 1965        |
| 1963 | Irma, te édes (1. magyar szinkron)                           | Rendőr                                  | N/A                     | 1973        |
| 1963 | Optimista tragédia                                           | Szipilij                                | Vszevolod Szanajev      | 1963        |
| 1963 | Szörnyetegek                                                 | Szurkoló a boxmeccsen                   | N/A                     | 1964        |
| 1964 | Beszéljünk a nőkről                                          | Egyik rab a börtönben                   | N/A                     | 1966        |
| 1964 | Egy krumpli, két krumpli (2. magyar szinkron)                | William Richards                        | Robert Earl Jones       | 1977        |
| 1964 | Hajrá, franciák!                                             | Ross ügynök                             | Ross Parker             | 1975        |
| 1964 | Hurrá, nyaralunk! (1. magyar szinkron)                       | Gondnok elvtárs                         | Alekszej Szmirnov       | 1965        |
| 1964 | Idegen vér (2. magyar szinkron)                              | Mitrofan                                | Ivan Zsevago            | 1985        |
| 1964 | Két nap az élet                                              | Hullaszállító kordéllyal                | Albert Rémy             | 1966        |
| 1965 | Az ’I’ akció                                                 | LapajKételkedő férfi a vásáron          | Alekszej Szmirnov       | 1966        |
| 1965 | Cicababák (2. magyar szinkron)                               | Kocsmáros                               | N/A                     | 1976        |
| 1965 | Folytassa, cowboy! (1. magyar szinkron)                      | Doktor                                  | Peter Butterworth       | 1966        |
| 1965 | Háború és béke – 1. rész: Andrej Bolkonszkij                 | N/A                                     | N/A                     | 1967        |
| 1965 | Segítség! Gyilkos!                                           | Fernando útitársa                       | N/A                     | 1967        |
| 1965 | Szerető fiatok és testvérek                                  | N/A                                     | N/A                     | 1979        |
| 1966 | Korunk hőse                                                  | Fejedelem                               | Baraszbi Mulajev        | 1974        |
| 1966 | Sógorom, a zugügyvéd (1. magyar szinkron)                    | Mr. Jackson, a bár vezetője             | Archie Moore            | 1968        |
| 1967 | A hallgatag ember                                            | Cicero Grimes                           | Richard Boone           | 1976        |
| 1967 | A háromszögletű kalap                                        | Lucas der Müller                        | Hans Dieter Zeidler     | 1970        |
| 1967 | A Saturnus nem válaszol                                      | N/A                                     | N/A                     | 1968        |
| 1967 | A tigris (2. magyar szinkron)                                | Étterem-tulajdonos                      | N/A                     | 1990        |
| 1967 | Forró éjszakában (1. magyar szinkron)                        | Courtney                                | Peter Whitney           | 1971        |
| 1967 | Jancsi és a varázsbab                                        | Óriás (hang)                            | Ted Cassidy             | 1973        |
| 1968 | A csendőr 3.: A csendőr nősül (1. magyar szinkron)           | Férfi a traktoron                       | André Tomasi            | 1969        |
| 1968 | A hekus és azok a hölgyek                                    | Csendőr                                 | N/A                     | 1969        |
| 1968 | A tűzön nincs átkelés (2. magyar szinkron)                   | Fokics                                  | Mihail Gluzszkij        | 1984        |
| 1968 | Die Lederstrumpferzählungen – 4. rész: A préri               | Telepes #2                              | N/A                     | 1971        |
| 1968 | Feketeszakáll szelleme                                       | Motoros rendőr                          | Kelly Thordsen          | 1970        |
| 1968 | Modern Monte Cristo (2. magyar szinkron)                     | Munkafelügyelő a bányában               | Iska Khan               | 1979        |
| 1968 | Ölj meg, csak csókolj!                                       | Takarító                                | Veriano Ginesi          | 1969        |
| 1968 | Z, avagy egy politikai gyilkosság anatómiája                 | Barone                                  | Gérard Darrieu          | 1969        |
| 1969 | Ecce Homo, Homolka                                           | Nagyapa                                 | Josef Šebánek           | 1970        |
| 1969 | Egy férfi, aki tetszik nekem (1. magyar szinkron)            | N/A                                     | N/A                     | 1977        |
| 1969 | Ragyogj, ragyogj, csillagom!                                 | Paska                                   | Jevgenyij Leonov        | 1970        |
| 1969 | Tik-tak-tik-tak                                              | Bárpultos                               | N/A                     | 1994        |
| 1969 | Uraim, megöltem Einsteint! (1. magyar szinkron)              | N/A                                     | N/A                     | 1970        |
| 1970 | A vörös kör (1. magyar szinkron)                             | Korrupt börtönőr                        | Pierre Collet           | 1986        |
| 1970 | Hogyan mondjam meg a gyermekemnek?                           | Házmester                               | N/A                     | 1974        |
| 1970 | Homolkáék az uborkafán                                       | Nagypapa                                | Josef Šebánek           | 1971        |
| 1970 | Kis nagy ember                                               | Férfi a kocsmában                       | N/A                     | 1973        |
| 1970 | WUSA (1. magyar szinkron)                                    | Rendőr                                  | N/A                     | 1972        |
| 1971 | A siker lovagjai                                             | N/A                                     | N/A                     | 1973        |
| 1971 | Ágygömb és seprűnyél                                         | Medve (hang)                            | Dallas McKennon         | 1992        |
| 1971 | Fennakadva a fán (1. magyar szinkron)                        | Csendőrfőnök                            | Fernand Sardou          | 1975        |
| 1971 | Koldus és királyfi                                           | N/A                                     | N/A                     | 1972        |
| 1971 | Macbeth                                                      | N/A                                     | N/A                     | 1973        |
| 1971 | Volt egyszer egy zsaru                                       | Bútorszállító #1                        | N/A                     | 1973        |
| 1972 | A keresztapa (1. magyar szinkron)                            | Luca Brasi                              | Lenny Montana           | 1982        |
| 1972 | A tábornok állva alszik                                      | Poli ezredes                            | Daniele Vargas          | 1974        |
| 1972 | Az igazi és a hamis                                          | Maresciallo Falcchetti, rendőrfelügyelő | Pietro Tordi            | 1990        |
| 1972 | Híres szökések – 10. rész: Jenatsch ezredes                  | Kútásó                                  | Elio Crovetto           | 1974        |
| 1972 | Magas szőke férfi felemás cipőben                            | Monsieur Boudart                        | Roger Caccia            | 1974        |
| 1972 | Öreg hangászok                                               | Gola                                    | Kote Daushvili          | 1976        |
| 1972 | Pápaszemes                                                   | N/A                                     | N/A                     | 1977        |
| 1972 | Privalov milliói                                             | Kuzma Ferapontovics Kanunnikov          | Sztanyiszlav Csekan     | 1978        |
| 1972 | Ruszlán és Ludmilla                                          | Csernomor, a varázsló                   | Vlagyimir Fjodorov      | 1974        |
| 1972 | Szemurg                                                      | Kán                                     | Nabi Rahimov            | 1976        |
| 1973 | A nagy balhé (1. magyar szinkron)                            | Combs                                   | Arch Johnson            | 1985        |
| 1973 | Az ügyefogyott Rómeó                                         | N/A                                     | N/A                     | 1975        |
| 1973 | Keserű csokoládé                                             | N/A                                     | N/A                     | 1975        |
| 1973 | Mlácen úr harangjai                                          | Első törzsvendég a kocsmában            | Vlastimil Brodský       | 1977        |
| 1973 | Piedone 1.: Piedone, a zsaru (1. magyar szinkron)            | Tom Ferramenti barátja                  | Emilio Messina          | 1978        |
| 1973 | Sivatagban, őserdőben                                        | Gebhr                                   | Ahmad Hegazi            | 1975        |
| 1973 | Tölgy, azonnal jelentkezzen!                                 | N/A                                     | N/A                     | 1976        |
| 1974 | A magas szőke férfi visszatér                                | Ál-anya                                 | N/A                     | 1977        |
| 1974 | A nő illata                                                  | N/A                                     | N/A                     | 1993        |
| 1974 | Az előkelő alvilág                                           | Ószeres                                 | Bob Marchese            | 1976        |
| 1974 | Hetedik nap este                                             | N/A                                     | N/A                     | 1982        |
| 1974 | Hogyan fojtsuk vízbe, avagy kétéltűek tündöklése és bukása   | Bach                                    | Cestmír Randa           | 1976        |
| 1974 | Miért ölnek meg egy bírót? (1. magyar szinkron)              | N/A                                     | N/A                     | 1976        |
| 1974 | Szenzáció! (1. magyar szinkron)                              | Butch                                   | Leonard Bremen          | 1980        |
| 1975 | A fehér hajó                                                 | Momun apó                               | Aszankul Kuttubajev     | 1977        |
| 1975 | A hintás hantái                                              | Robinson kocsmáros                      | Ian Watkin              | 1983        |
| 1975 | Áfonya, a vagány                                             | Kolja                                   | Jevgenyij Leonov        | 1977        |
| 1975 | Aki úrrá lesz a bajon                                        | N/A                                     | N/A                     | 1978        |
| 1975 | Az idősebb fiú                                               | Andrej Grigorjevics Szarafanov          | Jevgenyij Leonov        | 1977        |
| 1975 | Így kezdődik a szerelem                                      | Páciens                                 | Milan Neděla            | 1977        |
| 1975 | Megtalálták a 7. századot                                    | Hadnagy                                 | Jean-Pierre Zola        | 1978        |
| 1975 | Pantaleón és a hölgyvendégek                                 | Parancsnok #2                           | N/A                     | 1979        |
| 1975 | Száll a kakukk fészkére (1. magyar szinkron)                 | Kapitány a tengerparton                 | Saul Zaentz             | 1977        |
| 1975 | Szöktetés (1. magyar szinkron)                               | Spencer                                 | Roy Jenson              | 1977        |
| 1976 | A szegények kapitánya                                        | N/A                                     | N/A                     | 1978        |
| 1976 | Focizzon, aki tud                                            | N/A                                     | N/A                     | 1977        |
| 1976 | Forradás (1. magyar szinkron)                                | Boleslaw, tanácselnök                   | Mariusz Dmochowski      | 1978        |
| 1976 | Mentsd meg Zapatát!                                          | N/A                                     | N/A                     | 1978        |
| 1976 | Muppet Show – I/3. rész: Joel Grey                           | Gorgon Heap, mint lakáj (hang)          | Frank Oz                | 1979        |
| 1976 | Muppet Show – I/16. rész: Avery Schreiber                    | Szörnyeteg (hang)                       | Richard Hunt            | 1979        |
| 1977 | Férfias idők                                                 | Kara Kolio                              | Nikola Todev            | 1980        |
| 1977 | Gulliver utazásai (1. magyar szinkron)                       | Generális (hang)                        | N/A                     | 1977        |
| 1978 | A hatos számú kórterem                                       | N/A                                     | N/A                     | 1979        |
| 1978 | Őrült nők ketrece (1. magyar szinkron)                       | Pincér                                  | Peter Boom              | 1980        |
| 1978 | Óvakodj a törpétől (1. magyar szinkron)                      | Török                                   | Ion Teodorescu          | 1981        |
| 1978 | Szegény zsebtolvaj                                           | N/A                                     | N/A                     | 1983        |
| 1979 | A hóhér testvére                                             | N/A                                     | N/A                     | 1982        |
| 1979 | A sziget lovasai                                             | N/A                                     | N/A                     | 1981        |
| 1979 | Az éneklő kutya                                              | Duncan kapitány                         | Ilarion Ciobanu         | 1980        |
| 1979 | Egy tiszta nő                                                | Crick, a tejesgazda                     | Fred Bryant             | 1984        |
| 1979 | Muppet-show                                                  | N/A                                     | N/A                     | 1981        |
| 1979 | Zorán, a zsoké fia                                           | N/A                                     | N/A                     | 1982        |
| 1980 | A gyilkos héja (1. magyar szinkron)                          | Gort, az óriás                          | Bernard Bresslaw        | 1987        |
| 1980 | Nem én voltam                                                | N/A                                     | N/A                     | 1986        |
| 1980 | Seriff és az idegenek                                        | Gégemetsző nebántsvirág, börtöntöltelék | Burton Slade            | 1982        |
| 1980 | Alpensaga – 6. rész: Vég és kezdet                           | Nordhoff báró                           | Bernhard Wicki          | 1984        |
| 1981 | Gallipoli                                                    | Tevehajtó                               | Harold Baigent          | 1983        |
| 1981 | Ragtime                                                      | N/A                                     | N/A                     | 1985        |
| 1981 | Várkastély a Kárpátokban                                     | Kocsmáros                               | Oldrich Velen           | 1983        |
| 1982 | Átverés                                                      | Kockajátékos                            | N/A                     | 1985        |
| 1982 | Nem örökön, nem örökké                                       | N/A                                     | N/A                     | 1988        |
| 1983 | A csók                                                       | Tábornok                                | Oleg Tabakov            | 1985        |
| 1983 | Olsanszkij herceg vára                                       | N/A                                     | N/A                     | 1986        |
| 1984 | A borotvás gyilkos                                           | N/A                                     | N/A                     | 1986        |
| 1984 | Végtelen történet (1. magyar szinkron)                       | Kőfaló (hang)                           | Alan Oppenheimer        | 1986        |
| 1985 | Rendőrakadémia 2. – Az első bevetés                          | Sistrunk                                | Sandy Ward              | 1989        |
| 1985 | Varázslatos örökség                                          | Szószóló                                | N/A                     | 1989        |
| 1986 | Aladdin (1. magyar szinkron)                                 | Gyerekkereskedő                         | Buffy Dee               | 1988        |
| 1986 | Fantasztikus labirintus (1. magyar szinkron)                 | Marasztaló szikla #3 (hang)             | N/A                     | 1987        |
| 1986 | Murphy törvénye (1. magyar szinkron)                         | Cameron magánnyomozó                    | Lawrence Tierney        | 1989        |
| 1987 | A keményfejű (1. magyar szinkron)                            | Seriff                                  | Royce Clark             | 1989        |
| 1987 | Best Seller – Egy bérgyilkos vallomásai (1. magyar szinkron) | Foley                                   | William Bronder         | 1990        |
| 1987 | Carly, a nyomozó                                             | N/A                                     | N/A                     | 1992        |
| 1988 | Amerikába jöttem (1. magyar szinkron)                        | Főbérlő                                 | Frankie Faison          | 1989        |
| 1988 | Roger nyúl a pácban                                          | Ajtónálló gorilla (hang)                | Morgan Deare            | 1989        |
| 1989 | A rózsák háborúja                                            | Hasbaszúrt férfi                        | Prince Hughes           | 1990        |
| 1989 | Batman 1.: Batman                                            | Ricorso                                 | John Dair               | 1989        |
| 1989 | Fekete eső                                                   | Joe, a csapos                           | Josip Elic              | 1989        |
| 1990 | Botcsinálta angyal                                           | N/A                                     | N/A                     | 1992        |
| 1990 | Dick Tracy                                                   | N/A                                     | N/A                     | 1990        |
| 1990 | Végtelen történet 2.                                         | Kőfaló (hang)                           | N/A                     | 1991        |
| 1991 | Külvárosi kommandó                                           | Dustin „Dusty” McHowell ezredes         | Jack Elam               | 1993        |
| 1992 | A takarítógép                                                | Bernard                                 | N/A                     | 1993        |

### Sorozatok
| Év   | Cím                                       | Szereplő                       | Színész          | Szinkron év |
| ---- | ----------------------------------------- | ------------------------------ | ---------------- | ----------- |
| 1957 | Ivanhoe                                   | Black Gordon                   | Danny Green      | 1967        |
| 1957 | Zorro (1. magyar szinkron)                | Demetrio Lopez Garcia őrmester | Henry Calvin     | 1969        |
| 1966 | A négy páncélos és a kutya I.             | Szibériai                      | Jerzy Smyk       | 1968        |
| 1966 | A négy páncélos és a kutya I.             | Tankvezető                     | N/A              | 1968        |
| 1966 | Őrjárat a kozmoszban (1. magyar szinkron) | Kublai-Krim marshall           | Hans Cossy       | 1967        |
| 1968 | Odüsszeia                                 | Polüphémosz                    | Sam Burke        | 1972        |
| 1969 | A négy páncélos és a kutya II-III.        | Cipőjavító                     | N/A              | 1971        |
| 1970 | A négy páncélos és a kutya II-III.        | N/A                            | N/A              | 1971        |
| 1971 | Porlepte históriák                        | N/A                            | N/A              | 1973        |
| 1972 | Híres szökések                            | Kútásó                         | Elio Crovetto    | 1973        |
| 1975 | Columbo V. (2. magyar szinkron)           | Miguel Hernandez               | Emilio Fernández | 1994        |
| 1978 | Emberrablók                               | Hoseason                       | Bernhard Wicki   | 1983        |
| 1979 | Mifelénk így szokás                       | Salvatore Argento              | Pippo Montalbano | 1985        |
| 1982 | Fekete munka 1-5.                         | Shake Hands                    | Iggy Navarro     | 1987        |
| 1987 | A mesemondó                               | Szörnyember (hang)             | Alun Armstrong   | 1990        |
| 1992 | A Duna hercegnője                         | Rick szőlejének bérlője        | N/A              | 1994        |

### Rajzfilmek
| Év   | Cím                                                    | Szereplő                       | Szinkronhang            | Szinkron év |
| ---- | ------------------------------------------------------ | ------------------------------ | ----------------------- | ----------- |
| 1942 | Donald kacsa – Donald, a londiner                      | Pete                           | John McLeish            | 1992        |
| 1953 | Donald kacsa – Az új szomszéd (2. magyar szinkron)     | Pete                           | Billy Bletcher          | 1993        |
| 1954 | Chip és Dale – The Lone Chipmunks (1. magyar szinkron) | Fekete Pete                    | Billy Bletcher          | 1992        |
| 1956 | Droopy – Grin and Share It                             | Butch                          | Bill Thompson           | 1993        |
| 1964 | Hahó! Megjött Maci Laci!                               | Mugger                         | Don Messick             | 1982        |
| 1967 | Asterix, a gall                                        | Marhaárus                      | Pierre Tornade          | 1987        |
| 1968 | Asterix és Kleopátra (1. magyar szinkron)              | Egyiptomi zsoldos #2           | N/A                     | 1987        |
| 1968 | Szeleburdi háborúba megy (1. magyar szinkron)          | Csip-csáp, a pók               | N/A                     | 1992        |
| 1969 | Aladdin és a csodalámpa                                | Gyűrű szelleme                 | Fred Pasquali           | 1970        |
| 1969 | Csizmás Kandúr                                         | Lucifer                        | Koike Aszao             | 1976        |
| 1973 | A mesék birodalmában                                   | Gargantua, az óriás            | N/A                     | 1977        |
| 1973 | Panda Maci kalandjai                                   | Ártó szellem                   | Tomita Kószei           | 1983        |
| 1975 | Hugó, a víziló                                         | N/A                            | N/A                     | 1975        |
| 1977 | Lolka és Bolka a Föld körül (1. magyar szinkron)       | Jimmy Pif-Paf                  | Tomasz Zaliwski         | 1978        |
| 1982 | Maci Laci ajándéka (1. magyar szinkron)                | Magilla Gorilla                | Allan Melvin            | 1990        |
| 1982 | Óz, a nagy varázsló                                    | Bádogember                     | Janami Dzsódzsi (japán) | 1984        |
| 1982 | Óz, a nagy varázsló                                    | Bádogember                     | John Stocker (angol)    | 1984        |
| 1983 | A hangya utazása                                       | Kaszáspók                      | Eduard Nazarov          | 1986        |
| 1983 | A kiselefánt és a levél                                | Víziló doktor                  | Nyikolaj Grabbe         | 1986        |
| 1983 | Lucky Luke – Szökésben a Daltonok (1. magyar szinkron) | Petit Jean, a favágó           | Richard Darbois         | 1992        |
| 1983 | Tömlöcök és sárkányok – I/12. rész: A lovag fia        | Ork katonák vezetője (2. hang) | N/A                     | 1992        |
| 1984 | Hupikék törpikék                                       | Baltazár                       | Keene Curtis            | 1987        |
| 1984 | Hupikék törpikék és Törpicur                           | Baltazár                       | Keene Curtis            | 1988        |
| 1986 | Hupikék törpikék – VI/17. rész: A legkisebb viking     | Olaf                           | N/A                     | 1989        |
| 1986 | Lolka és Bolka a Vadnyugaton                           | Pif-Paf Jimmy                  | Piotr Fronczewski       | 1990        |

### Rajzfilmsorozatok
| Év        | Cím                                                       | Szereplő                                      | Szinkronhang    | Szinkron év |
| --------- | --------------------------------------------------------- | --------------------------------------------- | --------------- | ----------- |
| 1942-1953 | Klasszikus Disney rajzfilmsorozat                         | Pete                                          | Billy Bletcher  | 1991-1993   |
| 1961      | Háp Háp Dudli (1. magyar szinkron)                        | Bufi / Ubul                                   | Vance Colvig    | 1972        |
| 1961      | Turpi úrfi (1. magyar szinkron)                           | GorillaUbul                                   | N/A             | 1969        |
| 1962      | A Jetson család I. (1. magyar szinkron)                   | Boxer Öcsi / Boxer Bandita                    | N/A             | 1990        |
| 1962      | Frédi és Béni III. (1. magyar szinkron)                   | További szereplők                             | N/A             | 1974        |
| 1964–1965 | Magilla Gorilla (1. magyar szinkron)                      | Magilla Gorilla                               | Allan Melvin    | 1971        |
| 1964–1965 | Magilla Gorilla (1. magyar szinkron)                      | Magilla Gorilla                               | Allan Melvin    | 1981        |
| 1963-1965 | Ken, a farkasfiú                                          | N/A                                           | N/A             | 1976        |
| 1965      | Atom Anti I.                                              | Tornádó, a bika                               | N/A             | 1989        |
| 1968      | Flúgos futam (1. magyar szinkron)                         | Mardel                                        | Don Messick     | 1972        |
| 1969      | A rózsaszín párduc show I. (1. magyar szinkron)           | Kocsmáros                                     | N/A             | 1986        |
| 1969      | Süsü keselyűk (1. magyar szinkron)                        | Mardel                                        | Don Messick     | 1973        |
| 1971      | Kengyelfutó gyalogkakukk (1. magyar szinkron)             | N/A                                           | N/A             | 1980-1983   |
| 1972      | A zöld erdő meséi                                         | N/A                                           | N/A             | 1983        |
| 1972      | Klasszikus mesék fesztiválja                              | Ogre király (11. részben)Dzsinn (16. részben) | N/A             | 1991        |
| 1975      | Tom és Jerry új kalandjai (1. magyar szinkron)            | Cövek                                         | John Stephenson | 1987        |
| 1975      | Tom és Jerry új kalandjai (1. magyar szinkron)            | Cövek                                         | Don Messick     | 1987        |
| 1975      | Tom és Jerry új kalandjai (1. magyar szinkron)            | Cövek                                         | Joe E. Ross     | 1987        |
| 1979      | Jamie és a csodalámpa III.                                | Sajó kutya                                    | Brian Trueman   | 1990        |
| 1980      | Nils Holgersson csodálatos utazása a vadludakkal          | Facipő készítő                                | N/A             | 1987        |
| 1982      | A kiskutya kalandjai I.                                   | Pamacs                                        | Peter Cullen    | 1990        |
| 1982-1987 | Hupikék törpikék II-VII.                                  | Baltazár (+ Velenczey István, Szabó Ottó)     | Keene Curtis    | 1992-1994   |
| 1983      | 80 nap alatt a Föld körül Willy Foggal                    | Pai-Pai király                                | N/A             | 1986        |
| 1984-1985 | Tömlöcök és sárkányok II-III.                             | Ork katonák vezetője (2. hang) (5 részben)    | N/A             | 1992        |
| 1984      | Ferdy, a hangya I/1-13. (1. magyar szinkron)              | Albert, a hangyász                            | N/A             | 1990        |
| 1985      | A gumimacik I.                                            | Óriás (fiú)                                   | Bob Holt        | 1991        |
| 1985      | Az elsüllyedt világok I.                                  | Maxigáz                                       | Marc Moro       | 1988        |
| 1985-1986 | Kissyfur I/1-2, 5, 8.                                     | Charles                                       | Lennie Weinrib  | 1988        |
| 1985-1986 | Maci Laci kincset keres I-II/1-13.                        | Szőrmók                                       | Don Messick     | 1991        |
| 1987      | Kacsamesék I.                                             | További szereplők                             | N/A             | 1990-1992   |
| 1989      | Alfréd, a kacsa I.                                        | Stamp                                         | N/A             | 1993        |
| 1989      | Gyümölcsfalva lakói 1-52.                                 | Röfi                                          | N/A             | 1993-1994   |
| 1989-1990 | Chip és Dale – A Csipet Csapat I-II. (1. magyar szinkron) | Csedderfej Charlie (1. évadban)               | Jim Cummings    | 1990        |
| 1989-1990 | Chip és Dale – A Csipet Csapat I-II. (1. magyar szinkron) | Arnold Mousenegger (2. évadban)               | Brian Cummings  | 1993        |
| 1990      | Balu kapitány kalandjai 1-47. (1. magyar szinkron)        | Kukás                                         | Chuck McCann    | 1992        |
| 1990      | Mosómacik V.                                              | Vilmos úr                                     | Carl Banas      | 1994        |
| 2002      | Bátor, a gyáva kutya III.                                 | Zsambon, a pincérdisznó                       | Jim Cummings    | 2004        |

### Tom és Jerry-sorozat
| Év   | Epizód | Epizódcím                           | Szereplő         | Szinkronhang     | Szinkron év |
| ---- | ------ | ----------------------------------- | ---------------- | ---------------- | ----------- |
| 1944 | 15     | A testőr (első-két magyar szinkron) | Cöveg            | Billy Bletcher   | 1988        |
| 1944 | 15     | A testőr (első-két magyar szinkron) | Cöveg            | Billy Bletcher   | 1990        |
| 1945 | 22     | Csendet kérünk!                     | Cöveg            | Billy Bletcher   | 1988        |
| 1948 | 35     | Nehéz a béke                        | Cöveg            | Billy Bletcher   | 1988        |
| 1949 | 42     | Macska a mennyben                   | Cöveg            | Billy Bletcher   | 1988        |
| 1949 | 44     | Szeresd a kiskutyát!                | Cöveg            | Patrick McGeehan | 1988        |
| 1950 | 53     | Rágalmacskák                        | Cöveg            | Jerry Mann       | 1988        |
| 1951 | 60     | Fő a tisztaság                      | Cöveg            | Bob Shamrock     | 1988        |
| 1952 | 69     | Harapós pártfogó                    | Cöveg            | Bob Shamrock     | 1988        |
| 1952 | 72     | A kutyaház                          | Cöveg            | Bob Shamrock     | 1988        |
| 1953 | 76     | Az én kölyköm                       | Cöveg            | John Brown       | 1988        |
| 1954 | 82     | Csuklós bulldogok                   | Cöveg            | Stan Freberg     | 1988        |
| 1954 | 88     | Bizonytalan, mint a kutya vacsorája | szöveg felolvasó | –                | 1988        |
| 1955 | 91     | Családi piknik                      | Cöveg            | Daws Butler      | 1988        |
| 1956 | 104    | Rombolás roston                     | Cöveg            | Daws Butler      | 1988        |
| 1957 | 109    | A leleplező fénykép                 | Cöveg            | Daws Butler      | 1988        |

### No, megállj csak!
| Év   | Epizód | Epizódcím                    | Szereplő | Szinkronhang     | Szinkron év | Fejezet |
| ---- | ------ | ---------------------------- | -------- | ---------------- | ----------- | ------- |
| 1970 | 2      | Vásárok, búcsúk, fesztiválok | Farkas   | Anatolij Papanov | 1983        | 1       |
| 1971 | 4      | Stadionok                    | Farkas   | Anatolij Papanov | 1983        | 3       |
| 1977 | 11     | Cirkusz                      | Farkas   | Anatolij Papanov | 1983        | 2       |
| 1980 | 13     | Olimpiai játékok             | Farkas   | Anatolij Papanov | 1983        | 4       |

## Díjai
- Aase-díj (1996)